# قرار مجلس الأمن التابع للأمم المتحدة رقم 419
قرار مجلس الأمن التابع للأمم المتحدة رقم 419، الذي اعتمد في 24 نوفمبر 1977، بعد أن سمع من ممثل جمهورية بنين الشعبية، أكد المجلس القرار 405 (1977)، وطلب من الدول الأعضاء للتعاون في التحقيق مع المرتزقة الذين هاجموا بنين في وقت سابق من العام.
وأشار المجلس إلى رغبة بنين في إخضاع المرتزقة للقانون واشتراط مساعدة الدول الأعضاء في إصلاح الضرر. وأخيراً، طلب القرار من الأمين العام أن يواصل رصد تنفيذ القرار.
وقد اعتمد القرار بدون تصويت.